# Andrézieux-Bouthéon
Andrézieux-Bouthéon är en kommun i departementet Loire i regionen Auvergne-Rhône-Alpes i centrala Frankrike. Kommunen ligger i kantonen Saint-Galmier som tillhör arrondissementet Montbrison. År 2022 hade Andrézieux-Bouthéon 10 312 invånare.

## Befolkningsutveckling
Antalet invånare i kommunen Andrézieux-Bouthéon
| Referens: INSEE |